# 費朗·帕洛夫
費朗·帕洛夫（法語：Franck Pavloff，1940年—），法國小說家和詩人。他出生在法國尼姆，目前居住在伊澤爾省。費朗·帕洛夫的保加利亞裔父親允許他發展批判性思維以及他所需要的自由，父親臨終遺贈他一句“帶刺鐵絲網的專橫的味道、沒收的想法”。

## 生平
他花了二十多年時間在非洲、亞洲、拉丁美洲和法國等地關注當地的社區發展，維護兒童權益。他亦是一個上訴法院的一名心理專家。
1993年出版第一本小說集《黑色系列伽利瑪》，其後陸續發表25本書。作品類型包括浪漫小說、旅行日記、詩歌等。他最後的成人小說由阿爾賓米歇爾所出版，包括《外觀的教堂》（2007年），《偉大的流亡》（大空間文學獎，2009年），《人與熊的肩膀上》（2013年在2012年發布，獲Sartoux 2013年讀者票選獎）。
《棕國好狗》在1998年發表，取得國際級的成級，在法國賣出大約二百萬本，現在有廿五種語言譯本。

## 出版書目

### 長篇小說，短篇小說
- 風是瘋了，伽利瑪出版商，1993年2334號黑色系列
- 黑色的高跟鞋，鯨魚版本，快照收集極地，1995年
- 一個洞區，鯨魚出版，1995年
- 眼睛蜜蜂，鯨魚出版，1998年
- 臨近Garede洛倫索馬奎斯，鯨魚出版，1998年
- 棕國好狗，1998年（ISBN 2841160297）;藏書票，2005年（ISBN 2744406422 ）。
- 晚上荒地，果園，2001年
- 自由的手指，連字符（魁北克），2001年
- 在我之後，廣島，伽利瑪，2003（ISBN 2070429938 ）
- 老鷹的沉默，替代品，2004年
- 外觀的教堂，Albin Michel出版社，2007年
- 偉大的放逐，阿爾賓米歇爾，2009年
- 忘了我，壞種子，2010
- 本地治裡，果阿，北證2010
- 在熊建民，阿爾賓米歇爾，2012
- 孩子的利潤，阿爾賓米歇爾，2014年

### 青少年讀物
- Pinguino, 鍚羅斯出版商，黑鼠，1994年
- 寮國和阿魯沙，錫羅斯（我控訴），1994年
- 下蹲的反抗，鍚羅斯（黑鼠），1996年
- 城市的威脅，Albin Michel，1998年（2226091130 ISBN）
- 在陽光下劫持人質，內森（黑月），2000年
- 經停城堡胭脂，米蘭，2002年
- 直到天亮，拜亞（書），2004年
- Eloa 我們甚麼時候走？街世界，2005年
- 金鷹的秋天，弗勒呂斯，2006年
- 三禮品，Albin Michel·J。（專輯），2011年

### 詩
- 帶刺的花園，跳彈，2000
- 印度流亡，三聯（魁北克），2001年